# Hiroki
Hiroki ist ein japanischer männlicher Vorname.

## Namensträger

### Vorname
- Hiroki Azuma (* 1971), japanischer Kulturkritiker und Hochschullehrer
- Hiroki Endō (* 1970), japanischer Mangaka
- Hiroki Etō (* 1966), japanischer Badmintonspieler
- Hiroki Fujimoto (Juka; * 1981), japanischer Musiker
- Hiroki Hirako (* 1982), japanischer Eisschnellläufer
- Hiroki Katō (Rennfahrer) (* 1968), japanischer Autorennfahrer
- Hiroki Katō (Fußballspieler) (* 1986), japanischer Fußballspieler
- Hiroki Kondō (* 1982), japanischer Tennisspieler
- Hiroki Kōsai (* 1933), japanischer Astronom
- Hiroki Sakai (* 1990), japanischer Fußballspieler
- Hiroki Takahashi (* 1974), japanischer Synchronsprecher
- Hiroki Yamada (Skispringer) (* 1982), japanischer Skispringer
- Hiroki Yamada (Fußballspieler) (* 1988), japanischer Fußballspieler
- Hiroki Yoshimoto (* 1980), japanischer Rennfahrer

### Familienname
- Kōichi Hiroki (* 1956), japanischer Jazzmusiker
- Yūma Hiroki (* 1992), japanischer Fußballspieler